# Franklin Schaffner
Franklin James Schaffner (Tokio, 30 de mayo de 1920–Santa Mónica, California, 2 de julio de 1989) fue un director de cine estadounidense. 
Ganó un Oscar al mejor director por Patton (1970) y es conocido por las películas El planeta de los simios (1968), Nicolás y Alejandra (1971), Papillon (1973) y Los niños del Brasil  (1978). 
Fue presidente de Sindicato de Directores de Estados Unidos entre 1987 y 1989.

## Biografía
Hijo de misioneros, nació en Tokio, Japón, y creció en ese país. Posteriormente, retornó a Estados Unidos y se graduó en el Colegio Franklin and Marshall en Lancaster, Pensilvania, donde participó en dramas. Estudió Derecho en la Universidad de Columbia, pero su educación fue interrumpida para reclutarse en la Armada de los Estados Unidos durante la Segunda Guerra Mundial y luchar con tropas anfibias en Europa y el Norte de África. Casi al final de la guerra fue enviado al lejano Oriente con la Oficina de Estados Unidos para Servicios Estratégicos.
Regresó a su patria después de la guerra, y tiempo después consiguió empleo en la televisión con March of Time y después trabajó en la red de televisión CBS. Ganó un premio Emmy, por una grabación sobre la CBS en 1954, llamado «Twelve Angry Men». Ganó otros dos premios por una grabación de 1955 llamado The Caine Mutiny Court Martial for Ford Star Jubilee. Ganó su cuarto Emmy por su serie televisiva The Defenders.
En 1960, dirigió la grabación Advise and Consent. La primera película que dirigió recibió buenas críticas, pero los filmes El planeta de los simios y Patton lo hicieron un célebre cineasta. Debido a Patton ganó un Óscar al mejor director y un premio Directors Guild of America a la mejor dirección de película. Schaffner colaboró, en algunos de sus filmes, con Jerry Goldsmith en la composición de la banda sonora.
Schaffner se casó con Jane Gilchrist en 1948 y tuvo dos hijos. Fue elegido presidente del Directors Guild of America (Gremio de directores estadounidenses) en 1987.
Schaffner está enterrado en el Cementerio Westwood Village Memorial Park, en la villa Westwood área urbana de Los Ángeles, California.

## Filmografía
1. Woman of Summer (1963)
2. The Best Man (1964)
3. The War Lord (1965)
4. The Double Man (1967)
5. El planeta de los simios  (1968)
6. Patton (1969)
7. Nicolas y Alejandra (1971)
8. Papillon (1973)
9. La isla del adiós (Islands in the Stream) (1977)
10. Los niños del Brasil (1978)
11. Sphinx (1980)
12. Yes, Giorgio (1982)
13. Lionheart (1987)
14. Welcome Home (1989).

## Televisión  (selección)
- «Twelve Angry Men» en Studio One (1954)
- «The Caine Mutiny Court-Martial» en Ford Star Jubilee (1955)
- Episodios de The Defenders (1961-1965)

## Premios y distinciones
Premios Óscar
| Año  | Categoría      | Película | Resultado |
| ---- | -------------- | -------- | --------- |
| 1970 | Mejor director | Patton   | Ganador   |